# IC 1500
IC 1500 је спирална галаксија у сазвјежђу Рибе која се налази на листи објеката дубоког неба у Индекс каталогу.
Деклинација објекта је + 4° 33' 9" а ректасцензија 23h 33m 9,5s. Привидна величина (магнитуда) објекта IC 1500 износи 14,6 а фотографска магнитуда 15,4. IC 1500 је још познат и под ознакама CGCG 407-6, PGC 71727.